# الطاهر خاوة
الطاهر خاوة سياسي جزائري ، وزير العلاقات مع البرلمان من 2015 إلى 2018.

## الدبلومات
شهادة ليسانس في العلوم القانونية والإدارية، 1997

## خبرة مهنية
- عضو في المجلس الوطني لنواب الشعب لثلاث فصول، من 2002-2007 ، 2007-2012 و 2012-2015.
- رئيس لجنة الشؤون المالية والميزانية في AFN (2004-2005)
- نائب رئيس اللجنة الاقتصادية AFN (2009)
- رئيس مجموعة الصداقة الجزائرية الجنوب أفريقية (2009)
- عضو في البرلمان الأفريقي (2012)
- رئيس المجموعة البرلمانية لجبهة التحرير الوطني في المجلس الوطني لنواب الشعب

## فضيحة
في ديسمبر 2017 ، أصدرت المحكمة الإدارية لبير مراد رايس حكمًا في فضيحة تم تجاهلها تقريبًا. في قلب هذه القضية، شخصيتين : وزير العلاقات مع البرلمان طاهر خوا ووزيرة التضامن السابقة منية مسلم، تمكنت من الحصول على عامها التدريبي النظري في درجة الماجستير في كلية الحقوق في الجزائر العاصمة دون أن تطأ أقدامها في الفصول الدراسية